# 野神古墳
野神古墳（のがみこふん）は、奈良県奈良市南京終町にある古墳。形状は前方後円墳と推定される。大安寺古墳群を構成する古墳の1つ。奈良市指定史跡に指定されている。

## 概要
奈良盆地北東部、春日山山麓西端の能登川扇状地に築造された古墳である。付近には杉山古墳・墓山古墳があり、本古墳とともに大安寺古墳群を形成する。現在までに墳丘は大きく削平されているほか、1876年（明治9年）・大正末年-昭和初年・1967年（昭和42年）に調査が実施されている。
墳形は、明治期の古絵図によれば前方部を南方向に向けた前方後円形と推定される。墳丘外表では埴輪片が認められる。埋葬施設は竪穴式石室で、内部に阿蘇溶結凝灰岩（阿蘇ピンク石/馬門石）製の刳抜式家形石棺が据えられる。石室内の副葬品としては、明治期の調査では鏡・直刀・玉類が、大正昭和期の調査では馬具が検出されている。築造時期は古墳時代中期末の5世紀末（または5世紀末-6世紀初頭、6世紀前半）頃と推定される。
古墳域は1984年（昭和59年）に奈良市指定史跡に指定されている。

## 遺跡歴
- 1876年（明治9年）8月、発掘。鏡・直刀・玉類の出土（現在は所在不明）[2]。
- 大正末年-昭和初年、石室内の調査。馬具の出土（奈良県立橿原考古学研究所保管）[2]。
- 1967年（昭和42年）、実測調査（小島俊次ら）[2]、保存施設の整備[3]。
- 1984年（昭和59年）3月3日、奈良市指定史跡に指定[5]。

## 墳丘
墳丘の規模は次の通り。

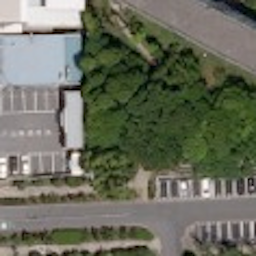
野神古墳の空中写真。

- 墳丘長：30-40メートル（または約50メートル[5]）
- 後円部 直径：約20メートル（竪穴式石室を中心として東裾までの距離からの推定復元）
- 前方部 長さ：約10メートル（南に延びる残存墳丘を前方部とした場合の推定復元）

ただし墳丘は現在までに大きく削平されており、残存墳丘は南北約22メートル、東西約11メートル、高さ約4メートルを測る程度である。

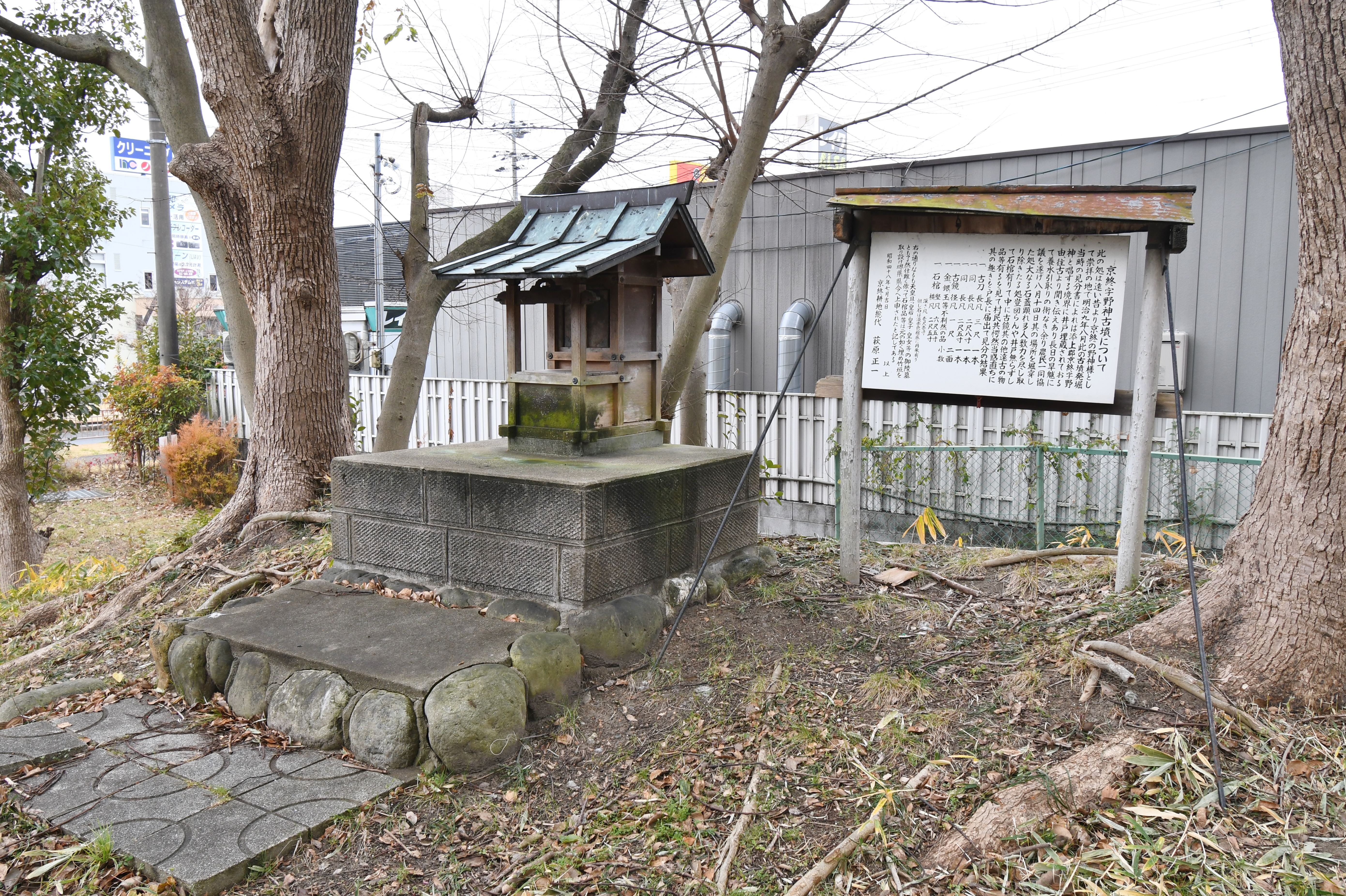
墳頂の小祠

## 埋葬施設

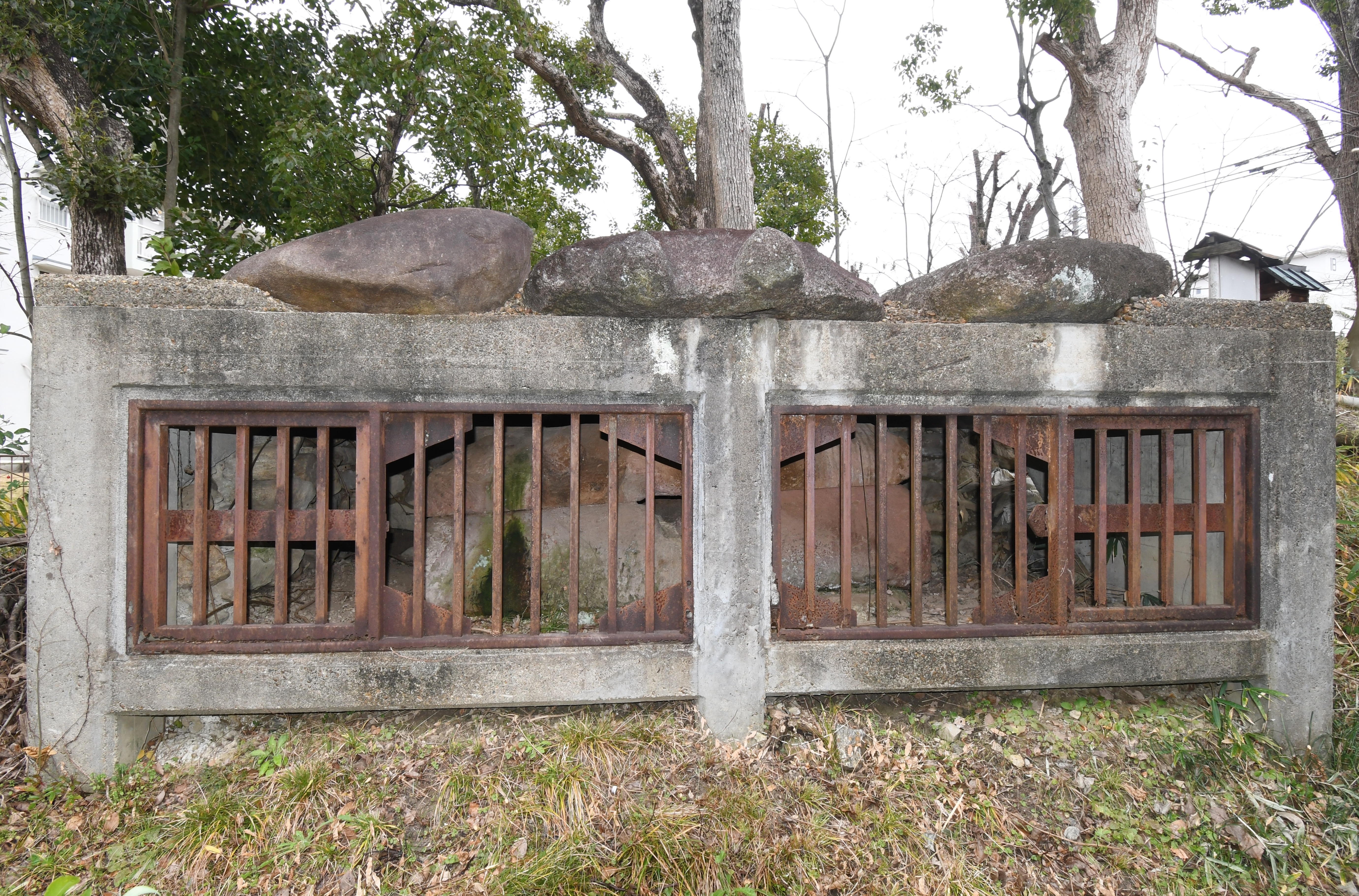
竪穴式石室内部の家形石棺

埋葬施設としては竪穴式石室が構築されている。現在は東壁のみが遺存しており、原形は長さ3.7メートル・幅1.1メートル・高さ0.8メートル前後と推定される。石室の石材は扁平な自然石で、小口積みによって構築される。天井石は3枚で、各石の両端には縄掛突起が造り出される（類例は室宮山古墳（御所市）で知られる）。
石室内部には阿蘇溶結凝灰岩（阿蘇ピンク石/馬門石）製の刳抜式家形石棺1基が据えられる。蓋石が蒲鉾形を呈する古式家形石棺の様式であり、底部には朱が認められ、被葬者は北枕と推測される。なお奈良盆地では、阿蘇溶結凝灰岩製の石棺を使用した他の古墳として兜塚古墳（桜井市）・東乗鞍古墳（天理市）などが知られ、特に兜塚古墳例は野神古墳と同様の古式家形石棺である。

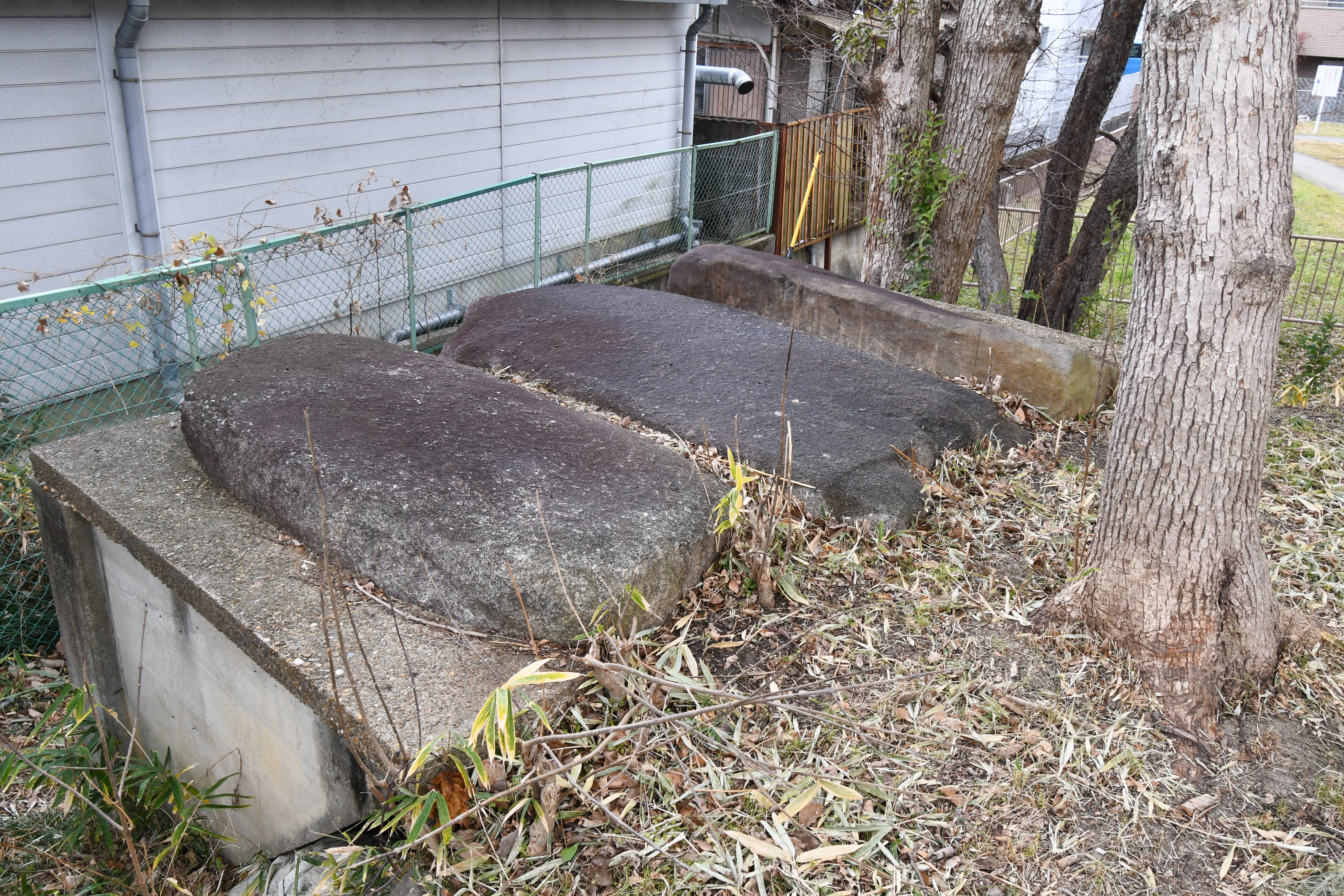
石室天井石

## 出土品
明治期・大正昭和期の発掘で出土した副葬品は次の通り。
- 明治期出土品（所在不明）[6]
  - 直刀 3本 - 長さ約3尺（約91センチメートル）、約2尺8寸（約85センチメートル）、約2尺5寸（約76センチメートル）。
  - 鏡 2面 - 直径約1尺（約30センチメートル）。
  - 玉類 - 金・銀・玉など。
- 大正昭和期出土品（奈良県立橿原考古学研究所保管）[2]
  - 馬具 剣菱形杏葉 3枚 - 大形2枚、変形1枚。
  - 馬具 銀装鞍金具片 - 朝鮮半島でも類例の少ない優品。

## 文化財

### 奈良市指定文化財
- 史跡
  - 野神古墳 - 1984年（昭和59年）3月3日指定[5]。

## 明治期の発掘
墳丘は京終地域の野神として昔から崇拝されていたという。1876年（明治9年）8月の発掘の際の見分書によると、昔よりこの地に井戸が埋められているとの言い伝えがあり、この年長引く旱魃に耐えかねた農民達が協議の末、この地の発掘を決めたという。掘ると果たして大きな石蓋が現れたが、多人数で蓋を開けてみると、井戸ではなく石棺であった。急ぎ戸長に届け出て見分した内容は次の通りである。
一、古刀 長凡 三尺 一本
一、同 長凡 二尺八寸 一本
一、同 長凡 二尺五寸 一本
一、古鏡 径凡 一尺 二面
一、金、銀、玉等不判然の品 小数
一、石棺 堅凡 六尺五寸、横凡 二尺五寸、深さ凡 壱尺壱寸、但し石は淡赤色棺底に丹朱有り
その後、天皇陵等高貴な身分の古墳か否かも判別し難かったため、石棺等もそのまま埋め戻し、竹垣を設置し堺県県令へ上申したという。

## 関連文献
（記事執筆に使用していない関連文献）
- 小泉顕夫「大安寺字野神古墳発掘見分書」『大和文化研究』第2巻第4号、大和文化研究会、1954年。
- 千賀久「奈良市南京終町野神古墳出土の馬具（資料紹介）」『古代學研究』第82号、古代学研究会、1977年。
- 小島俊次「野神古墳」『奈良市史』 考古編、吉川弘文館、1968年。